# Brookville (Indiana)
Brookville – miasto w Stanach Zjednoczonych, w stanie Indiana, siedziba administracyjna hrabstwa Franklin.